# Украина на зимних Паралимпийских играх 2006
Украина на зимних Паралимпийских играх 2006 в Турине, Италия представлена 12 спортсменами в 2 видах спорта: биатлоне и лыжной гонке.

## Состав национальной команды
1. Батенкова-Бауман Юлия Викторовна — Мастер спорта Украины международного класса по лыжным гонкам и биатлону
2. Лукьяненко Виталий Владимирович — Заслуженный мастер спорта Украины по лыжным гонкам
3. Костюк Юрий Ильич — Заслуженный мастер спорта Украины по лыжным биатлону
4. Мунц Олег Владимирович — Заслуженный мастер спорта Украины по лыжным гонкам
5. Павленко Людмила Владимировна - Мастер спорта Украины международного класса по лыжным гонкам
6. Трифонова Светлана Николаевна — Заслуженный мастер спорта Украины по лыжным гонкам
7. Смирнова Татьяна
8. Хижняк Сергей Петрович — Мастер спорта Украины международного класса по лыжным гонкам
9. Морозов Владислав
10. Васютинский Александр
11. Кириченко Ирина
12. Юрковская Елена Юрьевна — Заслуженный мастер спорта Украины по лыжным гонкам

## Медали
| Золото  |                       |                         |
| №       | Спортсмены            | Вид спорта (дисциплина) |
| 1       | Елена Юрковская       | биатлон и лыжные гонки  |
| 2       | Виталий Лукьяненко    | биатлон                 |
| 3       | Юрий Костюк           | биатлон                 |
| 4       | Олег Мунц             | лыжные гонки            |
| 5       | Александра Кононова   | биатлон                 |
| Серебро |                       |                         |
| №       | Спортсмены            | Вид спорта (дисциплина) |
| 1       | Елена Юрковская       | лыжные гонки            |
| 2       | Виталий Лукьяненко    | биатлон                 |
| 3       | Юрий Костюк           | биатлон и лыжные гонки  |
| 4       | Юлия Батенкова-Бауман | биатлон и лыжные гонки  |
| 5       | Людмила Павленко      | биатлон                 |
| 6       | Светлана Трифонова    | биатлон                 |
| 7       | Татьяна Смирнова      | биатлон                 |
| Бронза  |                       |                         |
| №       | Спортсмены            | Вид спорта (дисциплина) |
| 1       | Елена Юрковская       | лыжные гонки            |
| 2       | Виталий Лукьяненко    | лыжные гонки            |
| 3       | Юрий Костюк           | лыжные гонки            |
| 4       | Олег Мунц             | лыжные гонки            |
| 5       | Юлия Батенкова-Бауман | лыжные гонки            |
| 6       | Людмила Павленко      | биатлон и лыжные гонки  |
| 7       | Светлана Трифонова    | биатлон                 |
| 8       | Сергей Хижняк         | биатлон                 |
| 9       | Владислав Морозов     | лыжные гонки            |

## Внешние ссылки
- Українські медалісти